# همراه شو عزیز
سرود رزم مشترک معروف به همراه شو عزیز، شعری حماسی است که در تاریخ معاصر ایران جایگاه ویژه‌ای دارد. این شعر را شخصی با نام مستعار «برزین آذرمهر» (احتمالاً نام مستعار پرویز مشکاتیان) سروده‌است. این سرود نخستین بار در سال ۱۳۵۸ به خوانندگی استاد محمدرضا شجریان
و آهنگسازی پرویز مشکاتیان در آواز اصفهان اجرا شده و
در آلبوم چاووش ۷ به دست کانون چاووش منتشر شد. این آهنگ غنای ملودیک عالی داشته و مقدمه‌ای کوبنده و تأثیرگذار دارد.
جنبش‌های اجتماعی و سیاسی ایرانی این سرود را به عنوان نمادی برگزیده‌اند.

## برزین آذرمهر
شاعر این سرود، برزین آذرمهر یک نام مستعار است که خبرگزاری‌هایی مانند فرارو (به نقل از نوروز) و همشهری آنلاین او را به گفتهٔ خودش پرویز مشکاتیان معرفی کرده‌اند.
ولی جعفر مرزوقی آن را نام مستعار خود معرفی می‌کند و می‌نویسد «شعر رزم مشترک از جمله شعرهای مجموعهٔ «بپا خیز ایران من» سروده «برزین آذرمهر» است، که نخستین بار در سال ۱۳۵۵ به همت انتشارات ارانی وابسته به حزب توده ایران منتشر شد.» و در سال ۱۳۵۸ بی آن که من در جریان آن قرار گیرم به ابتکار  پرویز مشکاتیان با جایگزینی واژه رفیق با عزیز و با هنرمندی استاد شجریان به صورت سرود رزمی درآمد و مدتها نام مستعار برزین آذرمهر به سیاوش کسرایی نیز نسبت داده می‌شد.

## شعر رزم مشترک
همراه شو عزیز، همراه شو عزیز
تنها نمان به درد، کاین درد مشترک
هرگز جدا جدا، درمان نمی‌شود
دشوار زندگی، هرگز برای ما
دشوار زندگی، هرگز برای ما
بی رزم مشترک، آسان نمی‌شود
تنها نمان به درد، همراه شو عزیز
همرا شو، همراه شو
همراه شو عزیز
همراه شو عزیز
تنها نمان به درد، کاین درد مشترک
هرگز جدا جدا، درمان نمی‌شود
دشوار زندگی، هرگز برای ما
دشوار زندگی، هرگز برای ما
بی رزم مشترک، آسان نمی‌شود

## ترجمه فرانسوی شعر (ترجمهکاظم سبزی)

#### Combat Conjoint
Viens avec nous, mon ami,
Viens avec nous, mon ami,
Ne sois pas seul dans tes douleurs,
Parce que cette douleur collective
ne peut être guérie individuellement.
Cette vie difficile, pour nous,
ne deviendra jamais facile,
que par un combat conjoint.
Viens avec nous, mon ami,
Viens avec nous, mon ami.
Traduit par kazem sabzi